# Botrytis-bladvlekkenziekte
De Botrytis-bladvlekkenziekte (Botrytis squamosa) is een schimmel, die het blad van de ui kan aantasten. Vooral loofrijk, gestreken (liggend) blad is gevoelig voor aantasting.
De gekiemde sporen (conidia) veroorzaken op het blad kleine, geelwitte, ingezonken vlekjes. Onder vochtige omstandigheden kunnen enkele vlekjes verder uitgroeien, waardoor het blad vroegtijdig afsterft. Op het afgestorven blad worden de sporen gevormd.
De schimmelsporen dringen onder vochtige omstandigheden het blad binnen. Het aangetaste weefsel wordt zacht en gaat rotten. Hierop worden sporendragers (conidioforen) gevormd, die weer nieuwe sporen vormen. Deze sporen kunnen voor nieuwe aantastingen zorgen.
De schimmel kan ook voor overwintering en overleving in slechte tijden een sclerotium vormen dat bestaat uit zeer dicht op elkaar gepakte schimmeldraden. Deze sclerotiën overleven op dood plantmateriaal of los in de grond. Na de winter vormt het sclerotium schimmeldraden, waarop sporendragers ontstaan, die weer sporen vormen.
Voor de bestrijding van de ziekte is onder andere het middel fluazinam toegelaten.

## Levenscyclus van de schimmel
Zoals eerder vermeld, maakt deze ziekteverwekker sclerotia die overwinteren in overgebleven plantaardig materiaal op het veld en in afvalhopen. De sclerotia kiemen in het voorjaar. Na deze kieming ontstaan conidioforen die conidiën produceren. Dit valt onder de ongeslachtelijke voortplanting (anamorfe fase). Uit de sclerotia ontstaan ook apothecia, welke ascosporen afgeven. Dit is de gesclachtelijke voortplanting (teleomorfe fase).  De sclerotia zijn in staat om continu en langdurig conidia te produceren, wat resulteert in een enorme hoeveelheid primair inoculum. De conidia, en in mindere mate de ascosporen, veroorzaken vervolgens de primaire infectie op de bladeren, waardoor bladvlekken ontstaan. Conidia worden geproduceerd in de afstervende weefsels en dienen als bron van verspreiding van secundaire infectie. Naarmate de plant volgroeit, worden er sclerotiën gevormd in de bladeren en de nek van geïnfecteerde planten. Deze sclerotiën overwinteren en kiemen in het volgende voorjaar. Sclerotia kunnen tot 21 maanden overleven op een diepte van meer dan 15cm. 